# Walter Montoya
Walter Iván Montoya, né le 21 juillet 1993 à Machagai de la province du Chaco en Argentine, est un joueur de football argentin. Il joue au poste de milieu de terrain offensif à Cruz Azul.

## Biographie

### Carrière en club

#### Rosario Central (2014-2017)
Il participe avec le club du Rosario Central à la Copa Libertadores et à la Copa Sudamericana. En Copa Libertadores, il inscrit un but le 12 mai 2016, lors des quarts de finale contre l'équipe colombienne de l'Atlético Nacional.

#### Séville FC (2017-2018)
Le 30 janvier 2017, il s'engage avec le Séville FC pour 5 millions d'euros pour 4 années et demi. 

#### Cruz Azul (2018)
Le 23 décembre 2017, un an après son arrivée à Séville FC, il quitte le club pour le Cruz Azul au Mexique pour 5 millions d'euros.

## Palmarès
- Finaliste de la Coupe d'Argentine en 2015 avec le Rosario Central.